# Полихненски византийски воденици
Византийските воденици (на гръцки: Βυζαντινοί νερόμυλοι της Πολίχνης) е археологически парк в солунското градче Полихни, Гърция. В местността Метеора край Полихни са съхранени пет византийски и поствизантийски воденици и една винарна от ΧΙΙ–ΧΙΙΙ вв. В 2006 година са проведени археологически разкопки и районът е обявен за археологически парк от Министерството на културата. Паметниците са възстановени по инициатива на общината и сега са свободни за публично ползване.